# London filmfestival
Times BFI London Film Festival er den største filmfestival i Storbritannien. Den har siden 1956 blevet arrangeret årligt i London, og omfatter 300 film fra 60 lande. I tillæg til filmvisningerne er der også industri- og offentlige fora, uddannelsessarrangementer, forelæsninger og interviewer med filmpersonligheder.
Hovedarenaerne er biograferne ved Leicester Square og BFI Southbank, men i 2006 blev hele femten biografer brugt. Der er også en turné med et udvalg af festivalfilm; i 2006 blev syv steder i England og Wales besøgt.
| Film | Spire Denne filmartikel er en spire som bør udbygges. Du er velkommen til at hjælpe Wikipedia ved at udvide den. |

51°30′23″N 0°06′55″V / 51.5064°N 0.1153°V